# 野球小僧 (曲)
野球小僧（やきゅうこぞう）は、1951年7月に日本ビクターから灰田勝彦の歌唱によって発売された昭和歌謡である。

## 概要
野球好きだった灰田が自ら製作・主演した大映映画『歌う野球小僧』（監督は渡辺邦男）の主題歌である。楽曲は、灰田の代表曲を数々手がけた佐伯孝夫の作詞、佐々木俊一の作曲による。「野球の唄は絶対ヒットしない」というジンクスを覆し、大ヒットとなった。
当初、灰田はイントロ（前奏部）が長いことに佐々木にクレームを入れたが、佐々木としてはステージ上で投球フォームを見せてから歌う演出にしたいため、意図的に長くしたといわれる。灰田がステージでこの歌を歌う際は、間奏で客席に向ってサインボールを投げるパフォーマンスをしていた。

## 映画出演者
主演：灰田勝彦、上原謙、笠置シズ子、杉狂児、岸井明、別当薫等

## 紅白歌合戦での「野球小僧」
NHK紅白歌合戦では、2回（第3回（1953年1月）、第8回（1957年））の2度歌われた。このうち第3回では白組のトリを務め、紅組のトリを務めた笠置シヅ子が『ホームラン・ブギ』を歌ったため、野球に関する曲での対決となった。

## カバー曲
1983年には小林克也&ザ・ナンバーワンバンドがカバーしており、この年の6月21日、ビクター音楽産業より片面のみ収録の33回転EP盤が発売された。1999年に発売された同名アルバムCDにも収録されている。
伊武雅刀によってもカバーされており、1991年6月21日、ビクターエンタテインメントよりシングルCDとして発売された。これは、ミズノの野球用品のコマーシャルに使用された。
ドイツ人歌手のマックス・ラーべが日本語でカバーしている。2006年発売のラーベの日本盤アルバム『ルンバ天国』のボーナス・トラックとして収録。
また、1990年には「キツイ奴ら スペシャル ―栄冠は君に輝く―」内の劇中歌として玉置浩二、小林薫、柳葉敏郎がカバーしている。
- 三山ひろし（2020年、『歌い継ぐ!日本の流行歌』収録）